# Saints and Soldiers
Saints and Soldiers är en amerikansk krigsfilm från 2003 i regi av Ryan Little. Filmen dramatiserar strapatserna för en handfull amerikanska överlevande från Malmedymassakern under Ardenneroffensiven under andra världskriget.
Filmen hade en begränsad budget ($780 000) men är i stort sett historiskt korrekt avseende uniformer, vapen, fordon med mera som användes i verkligheten.